# The Wretched; the Ruinous
The Wretched; the Ruinous är det amerikanska metalcorebandet Unearths åttonde studioalbum, utgivet i maj 2023 på Century Media Records. Albumet gavs även ut på vinyl och i Japan.
Skivan var bandets första med den nye gitarristen Peter Layman som ersatte avhoppade Ken Susi, samt återvändande trummisen Mike Justian.
Musikvideor spelades in till titelspåret, "Mother Betrayal", "Into the Abyss" samt "Dawn of the Militant". De tre första släpptes även som singlar.

## Låtlista
1. "The Wretched; the Ruinous" – 4:20
2. "Cremation of the Living" – 3:19
3. "Eradicator" – 3:28
4. "Mother Betrayal" – 3:31
5. "Invictus" – 3:44
6. "Call of Existence" – 3:33
7. "Dawn of the Militant" – 2:56
8. "Aniara" (instrumental) – 0:57
9. "Into the Abyss" – 3:23
10. "Broken Arrow" – 2:50
11. "Theaters of War" – 4:49

## Medverkande
Musiker
- Trevor Phipps – sång
- Buz McGrath – gitarr
- Peter Layman – gitarr
- Chris O'Toole – basgitarr
- Mike Justian – trummor

Produktion
- Will Putney – producent, inspelningstekniker, mixning, mastering
- Steve Seid – inspelningstekniker
- Alexandre Goulet – albumkonst